# 위험한 게임 (1932년 영화)
위험한 게임(The Most Dangerous Game)은 미국에서 제작된 어니스트 B. 쇼드사크 감독의 1932년 영화이다. 조엘 맥크리어 등이 주연으로 출연하였다.

## 출연

### 주연
- 조엘 맥크리어
- 페이 레이

### 조연
- 레슬리 뱅스
- 로버트 암스트롱
- 노블 존슨
- 스티브 클레멘트
- 오스카 더치 헨드리언
- 윌리엄 B. 데이비슨
- 론 채니 주니어
- 제임스 플러빈
- 헤일 해밀턴
- 필 티드

## 제작진
- 협력프로듀서: 머리안 C. 쿠퍼